# Liste der Mitglieder der American Academy of Arts and Sciences/2022
Im Jahr 2022 wählte die American Academy of Arts and Sciences 261 Personen zu ihren Mitgliedern.

## Neu gewählte Mitglieder
- Alberto Abadie
- Carolyn Abbate
- Kyle Abraham
- Alice Rangel de Paiva Abreu
- Claire Adjiman
- John A. Agnew
- Maya Ajmera
- Cristina M. Alberini
- John R. Allen
- Walter R. Allen
- Bárbara Arroyo
- Chieko Asakawa
- O. Keith Baker
- W. Mitchell Baker
- Ralph S. Baric
- Jeffrey A. Barrett
- Luiz André Barroso
- Regina Barzilay
- Sven Beckert
- David A. Bell
- Nancy Bermeo
- Christopher R. Berry
- Roman Bezrukavnikov
- Kirsten B. Bibbins-Domingo
- Rena Bizios
- Eve Blau
- Suzanne Preston Blier
- Charles M. Boone
- Susan Bordo
- Richard Gutierrez Bribiescas
- Adriana D. Briscoe
- Joan B. Broderick
- Richard R. W. Brooks
- Wendy L. Brown
- Robert D. Bullard
- Robert Calderbank
- Wendy Carlin
- Marvin A. Carlson
- Bridget O. Carragher
- Nancy Carrasco
- Mary N. Carrington
- Avshalom Caspi
- Gerbrand Ceder
- Guy-Uriel E. Charles
- Erica Chenoweth
- Jamsheed K. Choksy
- Sandra Chung
- Sandra Cisneros
- Glenn Close
- Jonathan D. Cohen
- Carl A. Cohn
- Patricia Hill Collins
- Cesar R. Conde
- Michael B. Cosmopoulos
- Eileen M. Crimmins
- Marian R. Croak
- Panagiota Daskalopoulos
- Peter L. de Bolla
- Carlos del Rio
- Donatella della Porta
- Lynda F. Delph
- Arshad B. Desai
- Anthony Di Fiore
- Christopher R. Dickman
- Thomas A. DiPrete
- Michael F. Doherty
- Michele Dougherty
- Justin Driver
- Jan Willem Duyvendak
- Susan M. Dynarski
- Lauren Edelman (1955–2023)
- Jennifer Elisseeff
- Naomi Ellemers
- Oskar Eustis
- Michale S. Fee
- Anne Feldhaus
- Teresita Fernández
- Martha Albertson Fineman
- William H. Foege
- Efi Foufoula-Georgiou
- Gordon J. Freeman
- Patricia C. Gándara
- Wilfrid Gangbo
- Mariano A. Garcia-Blanco
- Claudine Gay
- Rhiannon Giddens
- Sam Gilliam
- Sherry Glied
- Yale E. Goldman
- Robert W. Gordon
- Véronique Gouverneur
- David J. Grain
- Virginia Gray
- Wendy Griswold
- Eduardo A. Groisman
- James J. Gross
- Robert I. Grossman
- Chenghua Gu
- Alice Guionnet
- Miguel Gutierrez
- Hahrie C. Han
- Bernard A. Harris
- Saidiya V. Hartman
- Caroline S. Harwood
- Mark E. Hay
- Rebecca W. Heald
- Peter Hegemann
- Steven Henikoff
- Haruzo Hida
- Bo E. Honoré
- Ayanna M. Howard
- Z. Josh Huang
- Andreas Huyssen
- Richard Ivry
- C. Kirabo Jackson
- Robert B. Jackson
- Suzanne Jackson
- Catherine L. Johnson
- Camara Phyllis Jones
- Marc Bamuthi Joseph
- Shamit Kachru
- Wadad Kadi
- Katalin Karikó
- Sabine Kastner
- Dina Katabi
- Lisa Kewley
- Mark Kisin
- Rachel E. Klevit
- Hank Klibanoff
- Dorothy Y. Ko
- Gabriel Kotliar
- Nicholas A. Kotov
- Diana Slaughter Kotzin
- Leonid Kruglyak
- Alessandra Lanzara
- Jennifer Lee
- Raphael C. Lee
- Tracy S. Letts
- Jacob Lew
- Yiyun Y. Li
- Peter B. Littlewood
- Elisabeth A. Lloyd
- Bette A. Loiselle
- Leonardo N. López Luján
- Joni Lovenduski
- Shelly Lundberg
- Oren Lyons
- Susana A. Magallón Puebla
- James L. Mahoney
- Harmit Singh Malik
- Sally Mann
- Howard S. Marks
- Robert A. Martienssen
- Georges P. Martin
- Tshilidzi Marwala
- Eduardo Matos Moctezuma
- Khaled Mattawa
- Stephen Leon Mayo
- Rafe Mazzeo
- Dwight A. McBride
- Vonnie McLoyd
- Jefferson A. McMahan
- Jill Medvedow
- Ruslan Medzhitov
- Matthew L. Meyerson
- Terrie E. Moffitt
- Jason J. Moran
- Wesley Morris
- S. Harvey Moseley
- Marsha A. Moses
- Fred Moten
- Dambisa F. Moyo
- Sabyasachi Mukherjee
- Andrew G. Myers
- Peter M. Narins
- Richard Neer
- Mae Ngai
- Sianne Ngai
- Jean M. O’Brien
- Karen Oegema
- Oyekunle Olukotun
- Santa J. Ono
- Tracy P. Palandjian
- Rohini Pande
- Maharaj K. Pandit
- Jean William Pape
- Manuel Pastor
- Martha E. Pollack
- Anna Marie Prentiss
- Laura J. Pyrak-Nolte
- Ronald T. Raines
- Ramamoorthy Ramesh
- Zihe Rao
- Ishmael Scott Reed
- Aviv Regev
- David Relman
- Alison F. Richard
- Heather Cox Richardson
- Dorothy E. Roberts
- Beate Roessler
- Pamela C. Ronald
- Elisabeth Rosenthal
- Esteban Rossi-Hansberg
- Daniel I. Rubenstein
- Salman Rushdie
- Buffy Sainte-Marie
- Nicholas Sambanis
- Juan G. Santiago
- Rebecca R. Saxe
- Dietram A. Scheufele
- Bambi B. Schieffelin
- M. Emanuela Scribano
- Jonathan L. Sessler
- Karen C. Seto
- H. Bradley Shaffer
- Nilay Shah
- Adi Shamir
- Joan-Emma Shea
- Nancy Sherman
- Li Shuicheng
- Patricia Smith-Desilva
- Sara A. Solla
- Nancy R. Sottos
- Johanna Stachel
- Shannon S. Stahl
- Samuel L. Stanley
- Jón Steinsson
- Molly M. Stevens
- Anne Marie Sweeney
- Endre Szemerédi
- Elie Tamer
- William F. Tate
- Marleen Temmerman
- Hank Willis Thomas
- Kevin Thompson
- Jenny P. Ting
- Maria Todorova
- Virginia L. Trimble
- Nachum Ulanovsky
- Peter S. Ungar
- Leslie G. Valiant
- Alexander van Oudenaarden
- Blaire Van Valkenburgh
- James C. VanderKam
- George Varghese
- Carlos G. Vélez-Ibáñez
- Archana Venkatesan
- Abraham C. Verghese
- Claire Voisin
- Richard J. Walker
- Drew Weissman
- Sandra K. Weller
- Eleanor Wilner
- David Kwabena Wilson
- Suzanne M. Wilson
- Sijue Wu
- Omar M. Yaghi
- Linda T. Zagzebski
- Matias Zaldarriaga
- Ana Celia Zentella
- Min Zhou